# 大唐女巡按
《大唐女巡按》故事背景確定在武則天執政時期，女官謝瑤環因破獲宮中奇案被武則天賞識，以巡按身份派去江南徹查兩任欽差被殺一案。朝廷貪官腐敗、草菅人命，女巡按謝瑤環憑藉自己對案件的敏感和執著的性格，破獲一樁柱冤案，南下一路，謝瑤環歷經艱險，以女性獨特的視角破獲數樁奇案。由北京京都世纪文化發展有限公司制作，2011年7月7日將在東方電影頻道播出，主演有鍾欣潼、陳浩民、湯怡。

## 概要
《大唐女巡按》—謝瑤環破案系列，是中北電視藝術中心有限公司公司推出的又一全新品牌。該劇講述了發生在武則天時期，女官謝瑤環因破獲宮中奇案被武則天賞識，以巡按身份派去江南徹查兩任欽差被殺一案。南下一路，謝瑤環歷經艱險，以女性獨特的視角破獲數樁奇案。而江南大案絲絲環扣，面對背後龐大的惡勢力，謝瑤環命懸一線。
本劇將當今世界級畸形心理犯罪案古今融會貫通，通過女性獨特視點，表現女法官獨有的推理邏輯思維並對女性犯罪心理給予生動揭秘，故事驚心動魄引人入勝。

## 播出時間

### 首播
| 頻道                       | 所在地 | 播放日期及時間                         |
| -------------------------- | ------ | -------------------------------------- |
| 上海電視台（東方電影頻道） | 中國   | 2011年7月7日每週一至週五19：00         |
| 重慶電視台（影視頻道）     | 中國   | 2011年7月19日每週一至週五19：30        |
| 遼寧電視台（都市頻道）     | 中國   | 2011年7月27日每週一至週五20：05        |
| 南寧電視台（新聞綜合頻道） | 中國   | 2011年8月28日每週一至週五20：35        |
| 湖北電視台（綜合頻道）     | 中國   | 2012年1月24日每週一至週日23：24        |
| 成都電視台（新聞綜合頻道） | 中國   | 2012年3月1日每週一至週日09：17         |
| 廣東電視台（珠江頻道）     | 中國   | 2012年8月7日-8月29日每週一至週五19：00 |
| 廣東衛視                   | 中國   | 2013年3月16日每週一至週日20：10        |
| 東南衛視                   | 中國   | 2013年3月16日每週一至週日19：41        |
| 山西衛視                   | 中國   | 2013年3月16日每週一至週日20：15        |
| 安徽衛視                   | 中國   | 2013年3月16日每週一至週日10：00        |

### 重播
| 頻道                       | 所在地 | 播放日期及時間                 |
| -------------------------- | ------ | ------------------------------ |
| 上海電視台（東方電影頻道） | 中國   | 2012年1月7日每週一至週五12：45 |

## 登場人物

### 主要角色
| 演員   | 角色   | 介紹 | 登場 |
| 鍾欣潼 | 謝瑤環 | 女巡按 用自己獨特的理解及超乎當代的破案方式 為自己爭了一口氣 她一再的用自己的實力證明自己 證明女兒身也是可以為人伸張正義 有悲天憫人的胸懷 與連庭飛相互傾心卻因身為宮內女官而將他拒於門外 |      |
| 陳浩民 | 連庭飛 | 浪跡天涯 個性豪爽不羈 喜歡謝瑤環並願意為了她而改變自己的想法 常常暗地裡幫助瑤環破案 小佛爺傾慕之對象                                                                                     |      |
| 王 姬  | 武則天 | 唐朝武后 |      |
| 錢泳辰 | 沙横天 | 關中幫老大 玉官傾慕之人 |      |
| 萬妮恩 | 唐 敏  | 衝動 但是很細心 喜歡秦明 謝瑤環的隨身護衛武官 |      |
| 雷 牧  | 秦 明  | 謝瑤環的隨身護衛武官 一開始很不認同女人也能做大事 但漸漸的對謝瑤環一行人認同 |      |
| 湯 怡  | 朱月仙 | 謝瑤環隨身醫官 觀察能力很好 謝瑤環的好朋友 歐陽口中的"老師" |      |

### 其他角色
| 演員   | 角色            | 介紹                                 | 登場 |
| 鄔靖靖 | 彩蝶/玉珠       | 谢瑶环的亲妹妹 本名谢玉珠 喜欢连庭飞 |      |
| 辰燁   | 玉官            | 沙橫天的傾慕對象                     |      |
| 辰燁   | 魚郎            | 太平公主的傾慕對象                   |      |
| 李逸朗 | 韓石            | 秦明的師弟                           |      |
| 黃娟   | 太平公主        | 武則天之女 魚郎的傾慕對象 妒忌谢瑶环 |      |
| 董晴   | 小佛爺/玲瓏郡主 |                                      |      |
| 姬晨牧 | 劉總管          |                                      |      |
| 周敬峰 | 侯寶寶          | 太平公主的貼身太監                   |      |
| 王暉   | 金士釗          | 岐州刺史                             |      |
| 葉祖新 | 歐陽            | 謝瑤環的書僮 为救朱月仙而死          |      |
| 明發   | 韓升            | 秦明的師傅                           |      |
| 劉燦   | 林達            | 捕头 紫衣杀人案 杀英娘的真凶         |      |
| 孫飛   | 武攸暨          | 武承嗣弟弟 爱慕太平公主              |      |
| 劉浩   | 刑斌            | 岐州師爺                             |      |
| 張雙利 | 武承嗣          | 與金士釗勾結                         |      |
| 張春華 | 呂長勝          | 江永昌亲信 凶手之一                  |      |

## 音樂
中國
- 片頭曲：浩然
  - 演唱者：鍾欣潼、陳浩民、劉曉雪、官海中

- 片尾曲：山重水又複
  - 演唱者：鍾欣潼

## 拍攝場景
- 中國
  - 江蘇 無錫影視基地

- 中國
  - 浙江 橫店影視城

- 中國
  - 北京

## 獎項
- 第13届莫斯科國際偵探電影節特別獎：〈大唐女巡按〉

## 製作團隊
- 編　劇：
- 導　演：尤小剛、陶玲玲
- 製　片：
- 製作人：
- 製作公司：北京京都世纪文化發展有限公司
- 拍攝地點：江蘇無錫/浙江横店/北京
- 拍攝时间：2010年6月中旬至10月[1]

## 腳註
1. ↑  . 搜狐娱乐. 2010-08-26  [2014-02-08]. （原始内容存档于2020-07-17）.

## 相關連結
- 电视剧《大唐女巡按》 （页面存档备份，存于）于新浪网
- 电视剧《大唐女巡按》 （页面存档备份，存于）于网易